# Feyzabad (distrikt i Badakhshan)
Feyzabad är ett distrikt i Afghanistan. Det ligger i provinsen Badakhshan, i den nordöstra delen av landet, 300 kilometer norr om huvudstaden Kabul. Administrativt centrum är staden Feyzabad.
Distriktet beräknades år 2022 ha cirka 80 000 invånare.